# Capilla de San Roque (Enviny)
La capilla de San Roque es una capilla románica de los alrededores del pueblo de Enviny, en el término municipal de Sort, de la comarca del Pallars Sobirá en la provincia de Lérida. Pertenecía al antiguo término de Enviny .
Está a unos 350 metros al noreste del pueblo, en el lugar conocido como Sant-rocs. El Camí de la Muntanya pasa, por el lado de poniente.